# NGC 4530
NGC 4530 est l'étoile Beta Canum Venaticorum, la deuxième étoile la plus brillante de la constellation des Chiens de chasse. C'est John Herschel qui a enregistré cette étoile comme une nébuleuse en juillet 1828. Il l'a inscrit dans son catalogue sous la désignation GC 3079. John Dreyer a ensuite repris cette inscription dans son catalogue, qui était d'ailleurs une révision et un élargissement du catalogue de Herschel, sous la désignation NGC 4530.  